# إيمان (إسلام)

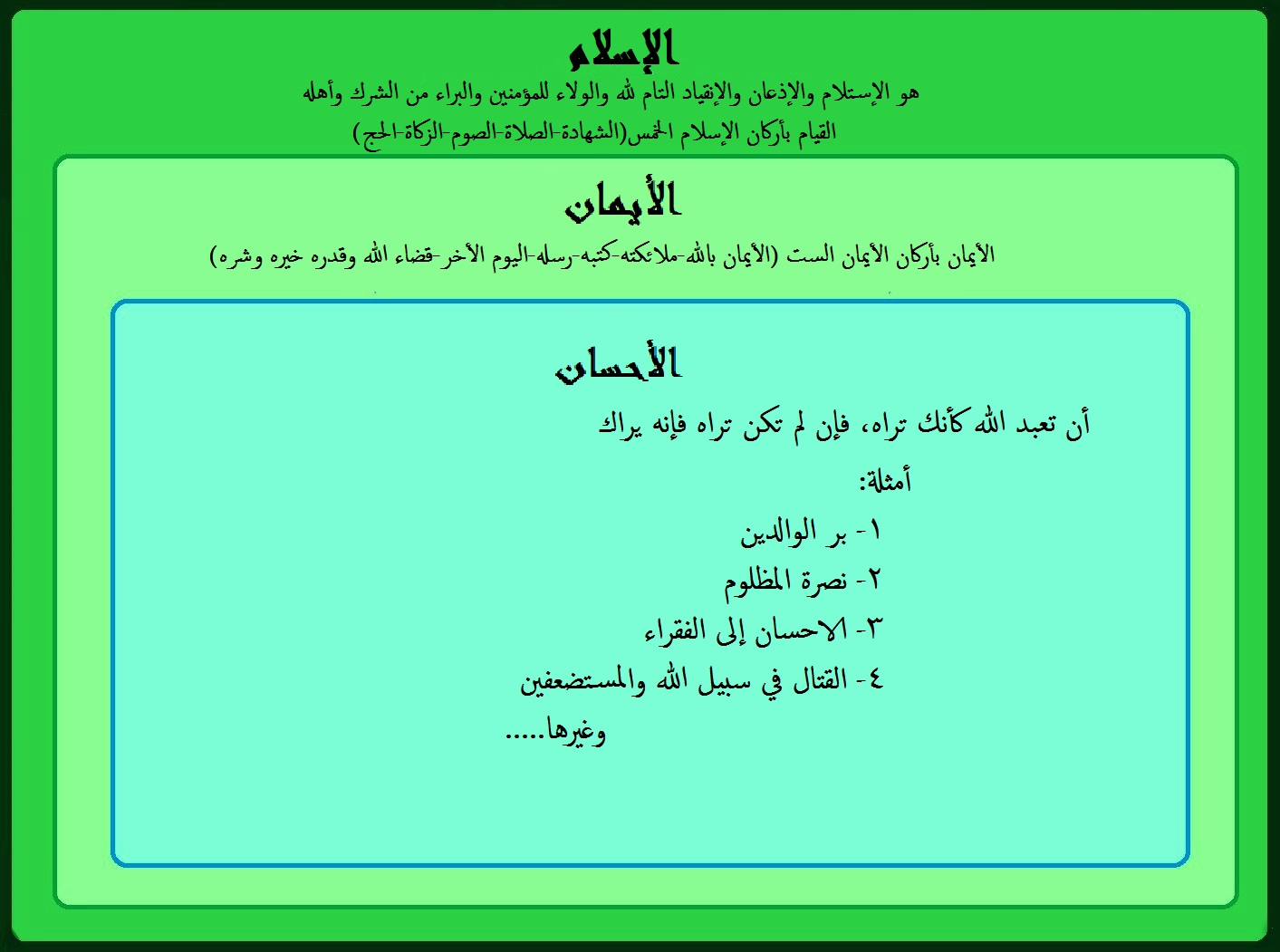
مراتب الدين الإسلامي الثلاثة (الإسلام يحتوي على الإيمان يحتوي على الإحسان)

الإيمان في الدين الإسلامي هو التصديق والاطمئنان، وهو من مادة أمن في اللغة، والتي توسعت فيها كتب اللغة توسعا يشبع فهم الباحث. وفي الاصطلاح الشرعي فهو الإيمان بالله، والإيمان بملائكته، والإيمان بكتبه. والإيمان برسله، والإيمان باليوم الآخر، والإيمان بالقدر خيره وشره.

## تعريف الإيمان شرعًا
فسر الإيمان بمعنى: التصديق، ومعناه: «إقبال القلب وإذعانه لما علم من الضروريات أنه من دين محمد ﷺ» وهو تصديق محله القلب، فلا يعلم حقيقته إلا الله. وأركان الإيمان ستة هي: الإيمان بالله وملائكته وكتبه ورسله واليوم الآخر وبالقدر خيره وشره، وهذه أساسيات الأيمان، والمعنى الجامع للإيمان هو: «التصديق الجازم بكل ما أتى به الرسول ﷺ من عند الله ، مع التسليم به والقبول والإيقان»، فيشمل أيضا: الإيمان بالغيب كالجنة والنار والبعث والنشور والحساب والميزان والصراط وغير ذلك. والفرق بين الإسلام والإيمان: أن الإسلام قول وعمل ظاهر، والإيمان تصديق غير ظاهر محله القلب، ومن نطق بالشهادتين فهو مسلم، ويقال له مؤمن بحسب الظاهر إذ لا يعلم حقيقة إيمانه إلا الله. والإيمان شرط صحة العمل عند الله، فمن عمل عملا صالحا وهو غير مؤمن بالله؛ فلا يقبل الله منه ذلك، أما في الأحكام الدنيوية فيقبل منه الظاهر وحسابه على الله. والإيمان يدفع بصاحبه للعمل الصالح، لكن العمل الصالح ليس شرطا لصحة الإيمان، وبالمقابل فالمعاصي لا تسلب الإيمان بالكلية بل ينقص الإيمان بالذنوب، ويزداد بالطاعات والأعمال الصالحة.

### أقوال العلماء في معنى الإيمان
مسمى الإيمان عند أهل السنة والجماعة هو: «تصديق بالجنان، وقول باللسان، وعمل بالجوارح والأركان؛ يزيد بالطاعة، وينقص بالمعصية.»، ومن أقوالهم في ذلك:
- قال ابن عبد البر: «أجمع أهل الفقه والحديث على أن الإيمان قول وعمل ولا عمل إلا بنية.».

- قال الشافعي في كتاب الأم: «وكان الإجماع من الصحابة، والتابعين من بعدهم ممن أدركنا: أن الإيمان قول وعمل ونية لا يجزئ واحد من الثلاثة عن الآخر.».

- قال محمد بن إسماعيل بن محمد بن الفضل التيمي الأصبهاني: «والإيمان في لسان الشرع هو التصديق بالقلب، والعمل بالأركان».

- قال سفيان بن عيينة: «الإيمان قول وعمل، يزيد وينقص.».[4]

- قال أبو الحسن الأشعري: {{اقتباس مضمن|وأجمعوا على أن الإيمان يزيد بالطاعة وينقص بالمعصية، وليس نقصانه عندنا شك فيما أمرنا بالتصديق به، ولا جهل به، لأن ذلك كفر، وإنما هو نقصان في مرتبة العلم وزيادة البيان كما يختلف وزن طاعتنا وطاعة النبي {{صلى الله عليه وسلم]] وإن كنا جميعا مؤديين للواجب علينا}}.[5]

## الفرق بين الإسلام والإيمان
الإيمان والإسلام من الألفاظ التي إذا اجتمعت ألفاظها افترقت معانيها، وإذا افترقت يكون لها معنى واحدًا.
فعند التفصيل بينهما يراد بالإيمان الأعمال الباطنة، وهي أعمال القلوب كالإيمان بالله تعالى، وحبه وخوفه ورجائه وتقواه وخشيته والإخلاص له، أما الإسلام فيراد به الأعمال الظاهرة التي قد يصحبها الإيمان القلبي، وقد لا يصحبها فيكون صاحبها منافقًا أو مسلمًا ضعيف الإيمان. قال ابن عثيمين:

### الفرق بين الإيمان والإسلام من حيث الأركان
- أما أركان الإسلام فهي 5: وقد شملها الحديث النبوي:

| إيمان (إسلام) | عن ابن عمر رضي الله عنهما قال: سمعت رسول الله ﷺ يقول: بُني الإسلام على خمس: شهادة أن لا إله إلا الله وأن محمداً رسول الله، وإقام الصلاة، وإيتاء الزكاة، والحج، وصوم رمضان | إيمان (إسلام) |

- وأركان الإيمان فهي:

1. الإيمان بالله عز وجل.
2. الإيمان بالملائكة.
3. الإيمان بالكتب السماوية.
4. الإيمان بالأنبياء والرسل.
5. الإيمان باليوم الآخر.
6. الإيمان بالقضاء وبالقدر خيره وشره.

وقد ذكرها النبي ﷺ في الحديث حيث قال: «أن تؤمن بالله وملائكته وكتبه ورسله واليوم الآخر، وتؤمن بالقدر خيره وشره». (رواه مسلم والبخاري).
- الفرق بين الاثنين:
يُلاحظ أن أركان الإسلام هي أمور عملية، تقوم بها الجوارح، أما أركان الإيمان فهي أمور قلبية، لتحقيقها على المرء أن يصلح قلبه. وينفي عنه الخبث؛ فتحقيق أركان الإيمان أصعب منها للإسلام، لأن المرء له طاقة على جوارحه.

### الفرق بين الإيمان والإسلام من حيث دخول المرء فيه
- يكفي للدخول في الإسلام أن ينطق المرء بالشهادتين، فيعد حينئذٍ مسلمًا. لكن يترتب على الأمر تحقيق بقية أركان الإسلام، وعدم الإتيان بما يخرجه منه.
جاء في زاد المستقنع لموسى الحجاوي:[14]«وتوبة المرتد وكل كافر إسلامه، بأن يشهد أن لا إله إلا الله وأن محمداً رسول الله، ومن كفر بجحد فرض ونحوه فتوبته مع الشهادتين إقراره بالمجحود به».
- أما ليصير المرء مؤمنًا فيتطلب الأمر تصديق القلب لأركان الإيمان، فيعتقد بها. ويكشف الإيمان بالجوارح، فإما تصدقه أو تكذبه.

ولكن للإيمان درجات، يترقى المؤمن فيها بحسب ما وقر في قلبه، وما اكتسب من شعب الإيمان.

### الفرق بين الترقي في الإيمان والتدني فيه وأثرها على إسلام المرء
للإيمان درجات، يزداد المرء إيمانًا بتحصيلها، وعكسها هي صفات النفاق، والنفاق أيضًا خصال، فربما اجتمع للمرء الواحد بعض شعب الإيمان وبعض صفات المنافقين. وكُلها لا تخرج المرء عن كونه مسلمًا من الناحية النظرية، لكن يختلف الأمر في الناحية العملية، حيث توعد الله المنافقين بعذابٍ كعذاب الكافرين، بل وبدأ بالمنافقين؛ حيث قال: ﴿إِنَّ اللَّهَ جَامِعُ الْمُنَافِقِينَ وَالْكَافِرِينَ فِي جَهَنَّمَ جَمِيعًا ۝١٤٠﴾ [النساء:140]، وفي مواضع أخرى بعذابٍ أشد، حيث قال تعالى: ﴿إِنَّ الْمُنَافِقِينَ فِي الدَّرْكِ الْأَسْفَلِ مِنَ النَّارِ وَلَنْ تَجِدَ لَهُمْ نَصِيرًا ۝١٤٥﴾ [النساء:145]. رغم أنها لا تنزع عنه لقب المسلم بين المسلمين ما لم يأتي بما يخرجه منه.
وتُعرف خصال الإيمان بـ شعب الإيمان. أما عكسها (خصال المنافقين)، منها ما ذكره النبي ﷺ في الحديث: «أَرْبَعٌ مَن كُنَّ فيه كانَ مُنَافِقًا خَالِصًا، ومَن كَانَتْ فيه خَصْلَةٌ منهنَّ كَانَتْ فيه خَصْلَةٌ مِنَ النِّفَاقِ حتَّى يَدَعَهَا: إذَا اؤْتُمِنَ خَانَ، وإذَا حَدَّثَ كَذَبَ، وإذَا عَاهَدَ غَدَرَ، وإذَا خَاصَمَ فَجَرَ».